# Anna Koltovskaja
Anna Alexejevna Koltovskaja, född 1552/1555, död 5 april 1626, var en rysk tsaritsa, gift med tsar Ivan den förskräcklige. Hon var Ivans fjärde och sista lagliga hustru.

## Biografi
Anna Koltovskaja var dotter till adelsmannen Alexej Ignatievitj Goryainov Koltovskij. Hennes familj tillhörde hovadeln. Hon deltog vid 1571 års brudvisning, där Marfa Sobakina valdes ut till tsar Ivan den förskräckliges tredje hustru och Eudoxia Saburova till brud åt tronföljaren; Anna Koltovskaja kom ursprungligen som nummer två efter Sobakina, och när Sobakina avled strax efter sitt giftermål med tsaren, valdes Koltovskaja ut att ersätta henne som tsarens nästa hustru.
Eftersom den rysk-ortodoxa kyrkan inte tillät ett fjärde äktenskap, tvingades tsaren utverka dispens från kyrkan med argumentet att hans tredje äktenskap med Marfa Sobakina inte hade fullbordats. Giftermålet mellan tsar Ivan och Anna Koltovskaja ägde rum vid okänd tidpunkt någon gång mellan 29 april 1572, när kyrkan utfärdade dispens för det, och 31 maj, när den första offentliga tacksägelsen för tsaritsan Anna finns dokumenterad. Hon fick inga barn.
Äktenskapet avslutades när Ivan i september 1572 försköt Anna och fängslade henne i kloster där hon tvingades bli nunna under namnet Daria. Det har dock föreslagits att detta inte skedde förrän år 1575. Det är okänt varför Ivan försköt Anna, och flera olika teorier har föreslagits.
Hon flyttade efter 1584 till Goritsky-klostret och 1604 till Vvedenskaya-klostret. Klostret brändes av svenskarna 1613, och hon och de övriga nunnorna gömde sig då i skogen. 1624 nämndes att hon var klostrets abbedissa och verkade för dess reparation.  